# Cephaloleia humeralis
Cephaloleia humeralis is een keversoort uit de familie bladkevers (Chrysomelidae). De wetenschappelijke naam van de soort werd in 1910 gepubliceerd door Julius Weise.